# Les Loges-en-Josas
Loges-en-Josas é uma comuna francesa na região administrativa da Île-de-France, no departamento de Yvelines. A comuna possui 1 507 habitantes segundo o censo de 2014.